# Roure de la Cova d'en Palau
El Roure de la Cova d'en Palau (Quercus faginea subsp. faginea) és un arbre que es troba a la Pobla de Cérvoles (les Garrigues).

## Dades descriptives
- Perímetre del tronc a 1,30 m: 2,43 m.
- Perímetre de la base del tronc: 4,11 m.
- Alçada: 13,66 m.
- Amplada de la capçada: 13,35 m.
- Altitud sobre el nivell del mar: 555 m.[1]

## Entorn
Se situa en una zona de conreus abandonats d'arbres fruiters amb màquia de llentiscle, carrasca, argelaga negra, arboç, ullastre, aladern, arçot, savina i càdec. Al marge pròpiament del roure hi ha un bosc espès de pi blanc, roure de fulla petita i carrasca, acompanyat de plantes aromàtiques com romaní, farigola, sajolida i espígol comú. També hi abunden esbarzers, xuclamels santjoaners, brucs d'hivern i esparregueres boscanes. En l'estrat herbaci hi són comuns la viola boscana, la regalèssia, la calabruixa, la rogeta i el jonc. Als pins d'aquesta zona hi destaca l'abundància de vesc, una planta paràsita. Pel que fa a la fauna, són freqüents el senglar, l'esquirol, la guineu, la cadernera i el verdum.

## Aspecte general
És un roure que, tot i no ser de gran mida, té una bellesa molt particular, atesa la seua situació en un marge penjat, amb una font seca a peu de soca, entre un marge d'un bosc feréstec i uns antics conreus de fruiters, amb una riereta amb flora riberenca. Malgrat que en aparença sembla tindre un estat acceptable, l'arbre pateix un fort, i històric, atac de banyarriquer que el té internament força malmès. També té diverses necrosis i senyals de podes antigues en el brancatge secundari.

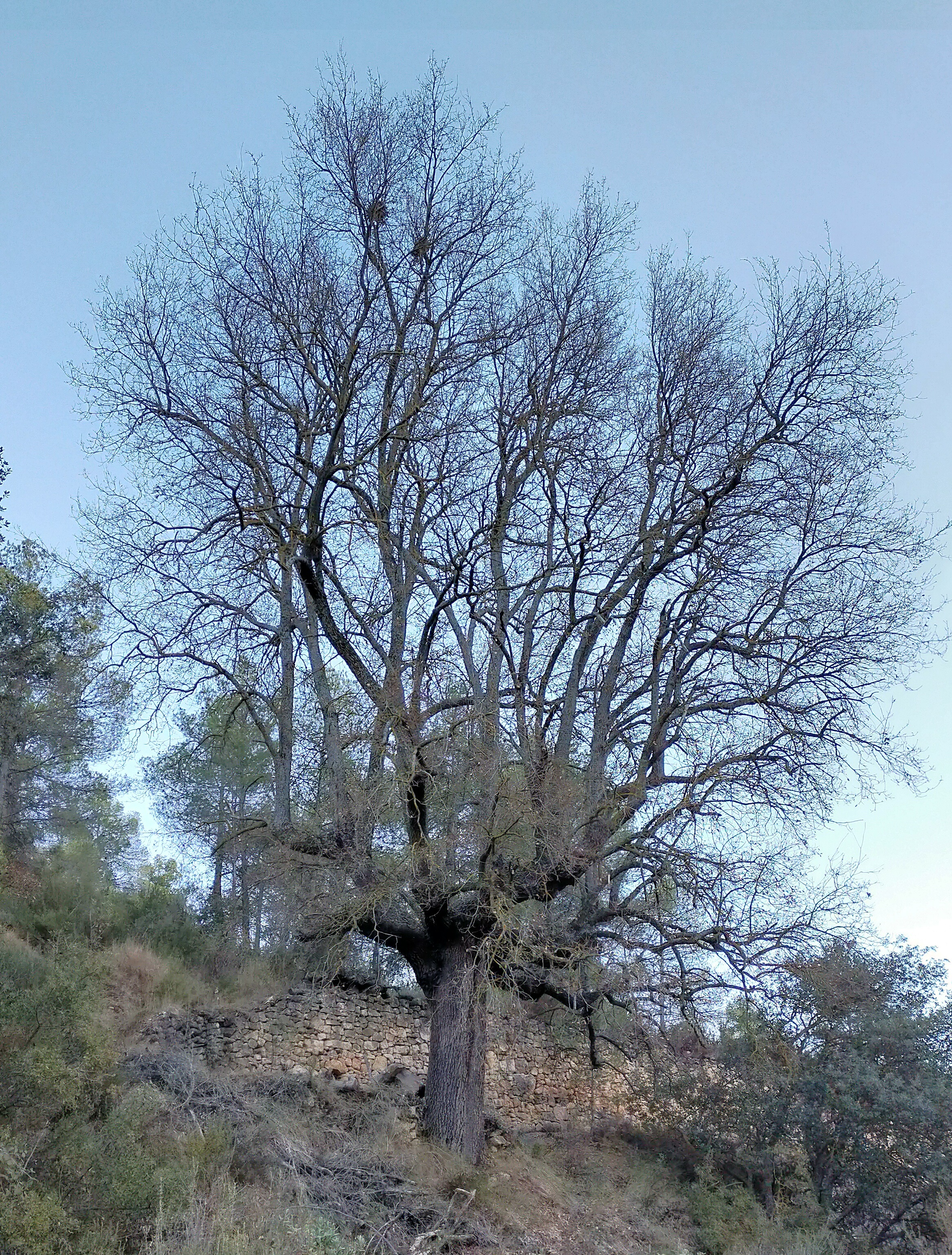

## Curiositats
A l'indret que acull aquest roure, en una part destacada, hi ha diferents manifestacions d'activitat humana. Hi trobem un conjunt de parets seques, realment imponents, així com altres construccions populars (séquia de reg, pontet de pedra i taula de pedra). A més, i al municipi de la Pobla de Cérvoles, hi ha dos arbres remarcables: un, i l'altre és l'Alzina del Rué, situada just abans del km 12 de la carretera LP-7013, en direcció a Ulldemolins, just al costat d'un edifici abandonat (la pallisa del Rué). I l'altre és l'Alzina de la Fumada, situada entre feixes de sembrat, just abans d'arribar a la masia de la Fumada.

## Accés
Sortint del poble de la Pobla de Cérvoles, direcció Cervià de les Garrigues, cal agafar la pista de la Fumada. Quan es divideix en dos, en lloc d'anar a la Fumada, trenquem a l'esquerra, cap al pla d'en Targa. Seguim la pista un parell de quilòmetres, ascendint, trobarem una pista àmplia que baixa a la dreta. Arribem al barranc de la cova d'en Botet. La passem de llarg i tornem a baixar per arribar al barranc de les Auredes, trobarem uns camps abandonats a l'esquerra. Continuem per una petita sendera que passa per una antiga font i, just a davant, hi ha el roure. GPS 31T 0324145 4582661.